# Valentin Stocker
Valentin Stocker (Lucerna, Suiza, 12 de abril de 1989) es un exfutbolista suizo que jugaba de centrocampista.

## Carrera

### SC Kriens
Stocker comenzó su carrera con SC Kriens, jugando allí entre 1996 y diciembre de 2005. En enero de 2006 fue transferido al F. C. Basilea y jugó para el equipo Sub-21 en la Swiss 1. Liga. Fue convocado en la primera escuadra del equipo durante la temporada 2007-08, después de convertirse en uno de los mejores centrocampistas de la escuadra de reserva. Él firmó su primer contrato profesional en su décimo octavo cumpleaños.

### FC Basel
Su debut con el FC Basilea fue en la Liga Europa de la UEFA el 16 de agosto de 2007 contra el SV Mattersburgo. Anotó más de 38 goles en casi 160 partidos con el FC Basilea. Eso hizo que equipos como, Atlético de Madrid, Aston Villa, Liverpool FC, AS Roma y Tottenham Hotspur se interesaran en él. Una grave lesión le impidió continuar con su proyección futbolística. Tras volver de su lesión y a pesar de haber frenado su progresión, renovó hasta 2016 con el FC Basilea convirtiéndose en unos de los puntales del equipo junto con Xherdan Shaqiri y Fabian Frei. También estuvo en la agenda del PSV Eindhoven como recambio a Balázs Dzsudzsák.
En enero de 2012 se lesionó en el cuádriceps en un partido amistoso frente al Feyenoord de Róterdam en una acción con Jerson Cabral disputando un balón. Reapareció en febrero frente al BSC Young Boys marcando un gol, esto le sirvió para llevarse el premio de jugador del partido.
El 22 de febrero de 2012 marcó el gol de la victoria del FC Basel vs el Bayern de Múnich en un partido de la Liga de Campeones de la UEFA en el minuto 86' llevando tan sólo 19 minutos en el terreno de juego a pase de Jacques Zoua que llevaba 2 minutos.
El 4 de abril de 2013 marcó el primer gol de su equipo contra el Tottenham Hotspur en la Liga Europa de la UEFA. Al finalizar la temporada, recibió el interés de equipos como el Borussia Mönchengladbach o AS Roma, pero decidió continuar en el FC Basilea al menos una temporada más.
En marzo de 2014, se rumoreó que Stocker tenía decidido fichar por el Borussia Mönchengladbach en verano, pese a recibir una oferta del Crystal Palace.

### Hertha BSC
Finalmente, tras varios rumores sobre su destino, el 18 de mayo de 2014 el Hertha Berlín confirma un acuerdo para hacerse con los servicios de Stocker por 4 temporadas con un precio de traspaso de 3.5 millones de euros.

## Selección nacional
El 13 de mayo de 2014 el entrenador de la selección de Suiza, Ottmar Hitzfeld, incluyó a Stocker en la lista oficial de 23 jugadores convocados para afrontar la Copa Mundial de Fútbol de 2014.

### Participaciones en Copas del Mundo
| Mundial                        | Sede   | Resultado        |
| ------------------------------ | ------ | ---------------- |
| Copa Mundial de Fútbol de 2014 | Brasil | Octavos de final |

## Clubes
| Club          | País     | Año       | Partidos | Goles |
| ------------- | -------- | --------- | -------- | ----- |
| F. C. Basilea | Suiza    | 2006-2014 | 259      | 66    |
| Hertha Berlín | Alemania | 2014-2018 | 76       | 9     |
| F. C. Basilea | Suiza    | 2018-2022 | 157      | 35    |

## Palmarés

### Títulos nacionales
| Título             | Club          | País  | Año  |
| ------------------ | ------------- | ----- | ---- |
| Copa de Suiza      | F. C. Basilea | Suiza | 2008 |
| Superliga de Suiza | F. C. Basilea | Suiza | 2008 |
| Copa de Suiza      | F. C. Basilea | Suiza | 2010 |
| Superliga de Suiza | F. C. Basilea | Suiza | 2010 |
| Superliga de Suiza | F. C. Basilea | Suiza | 2011 |
| Superliga de Suiza | F. C. Basilea | Suiza | 2012 |
| Copa de Suiza      | F. C. Basilea | Suiza | 2012 |
| Superliga de Suiza | F. C. Basilea | Suiza | 2013 |
| Superliga de Suiza | F. C. Basilea | Suiza | 2014 |
| Copa de Suiza      | F. C. Basilea | Suiza | 2019 |